# NGC 7364
NGC 7364 (другие обозначения — PGC 69630, UGC 12174, MCG 0-58-1, ZWG 379.2) — галактика в созвездии Водолей. Этот объект входит в число перечисленных в оригинальной редакции «Нового общего каталога».
В галактике вспыхнула сверхновая SN 2006lc типа Ib/c, её пиковая видимая звездная величина составила 20,2.
В галактике вспыхнула сверхновая SN 2011im типа Ia, её пиковая видимая звездная величина составила 18,5.
В галактике вспыхнула сверхновая SN 2009fk типа Ia, её пиковая видимая звездная величина составила 18,5.